# Дженифър Грей
Дженифър Грей (на английски: Jennifer Grey) е американска актриса.

## Биография

### Произход и детство
Родена е на 26 март 1960 г. в Ню Йорк, САШ. Дъщеря е на актьора Джоуел Грей и актрисата и певица Джо Уайлдър. Баща ѝ участва във филма „Кабаре“ и получава „Оскар“ за ролята си.
Грей учи в частното училище „Далтън“, където изучава актьорско майсторство и танци.

### Кариера
Дебютира в телевизионна реклама на 19-годишна възраст, а година по-късно се появява в малка роля в комедията "Reckless". През 1984 участва с малка роля и във филма на Франсис Форд Копола „Котън клуб“.
Грей става известна с ролята си на Франсис „Бейби“ Хаусман във филма от 1987 г. „Мръсни танци“. Там тя си партнира с Патрик Суейзи, с когото три години по-рано играе във филма „Червена зора“. За „Мръсни танци“ тя е номинирана за „Златен глобус“ за най-добра актриса.
През 1990 г. изиграва ролята на Кели Картър – дизайнерка на обувки във филма „Ако обувката и стане“. Появява се и в „Приятели“ през 1995 г. в един епизод в ролята на Минди.
През 2010 г. участва в 11-ия сезон на „Dancing With the Stars“ и печели.

### Личен живот
Грей има връзки с актьорите Майкъл Джей Фокс, Матю Бродерик, Уилям Болдуин, Джони Деп и тогавашния помощник на президента Клинтън, Джордж Стефанопулос.
Тя се омъжва за актьора и режисьор Кларк Грег на 21 юли 2001 г. Двамата имат дъщеря. Те живеят във Венеция, Калифорния.